# Kingsland (Georgia)
Kingsland – miasto w Stanach Zjednoczonych, w stanie Georgia, w hrabstwie Camden.